# Parafia Świętej Trójcy w Tarłowie
Parafia rzymskokatolicka pw. Świętej Trójcy w Tarłowie – Jedna z 10 parafii dekanatu lipskiego diecezji radomskiej.

## Historia
- Tarłów był miastem założonym w 1550 przez Andrzeja Tarłę na części wsi Szczekarzewice. W początku XVII w. należał do Oleśnickich, a pod koniec XVII w. do Denhoffów. Został mocno zniszczony podczas wojen szwedzkich w XVII w. i wskutek pożaru w 1851. Prawa miejskie utracił w 1869. Andrzej Tarło ufundował zbór, prawdopodobnie kalwiński, w połowie XVI w., w czasach panowania króla Zygmunta II Augusta. Pierwotny drewniany kościół katolicki i parafia powstały pod koniec XVI w. Obecny kościół pochodzi z XVII w., a konsekrowany był w 1655. Świątynię kilkakrotnie restaurowano, m.in. po 1782, wówczas przebudowano fasadę. Kościół jest w stylu wczesnobarokowym, orientowany, wzniesiony z cegły i kamienia. Fasada główna ujęta jest po bokach wieżami, w drugiej kondygnacji znajduje się wnęka z rzeźbą Trójcy Świętej. W kryptach świątyni jest pochowana poetka Anna Stanisławska.

## Proboszczowie
- 1947–1957 – ks. Władysław Włodarski
- 1957–1962 – ks. Bolesław Wroniszewski
- 1962–1970 – ks. Franciszek Matysiak
- 1970–1975 – ks. Bronisław Sajdak
- 1975–1989 – ks. Antoni Gnoiński
- 1989–1992 – ks. Adam Radzimirski
- 1992–2012 – ks. kan. Jan Grochowski
- 2012 – nadal – ks. Mirosław Kosior

## Terytorium
- Do parafii należą: Cegielnia, Ciszyca Dolna, Ciszyca Górna, Ciszyca-Kolonia, Ciszyca Przewozowa, Dąbrówka Kolonia, Dorotka, Hermanów, Jadwigów, Julianów, Kozłówek, Leśne Chałupy, Potoczek, Tarłów, Tomaszów, Wólka Lipowa, Wólka Tarłowska[1].